# Le Bosc (Ariège)
Le Bosc – miejscowość i gmina we Francji, w regionie Oksytania, w departamencie Ariège.
Według danych na rok 2010 gminę zamieszkiwało 113 osób, a gęstość zaludnienia wynosiła 3 osób/km².